# 大森川ダム
大森川ダム（おおもりがわダム）は、高知県吾川郡いの町、一級河川・吉野川水系大森川に建設されたダムである。
四国電力が管理を行う発電専用ダムで、吉野川総合開発計画の一環として建設された。高さ73.2メートルの中空重力式コンクリートダムで、四国地方では同じ四国電力が管理する穴内川ダム（穴内川）とこの大森川ダムの二基しか存在しない。吉野川本流にある長沢ダムとの間で揚水発電を行う。ダムによって形成された人造湖は大森川貯水池と呼ばれ、通称はない。

## 沿革

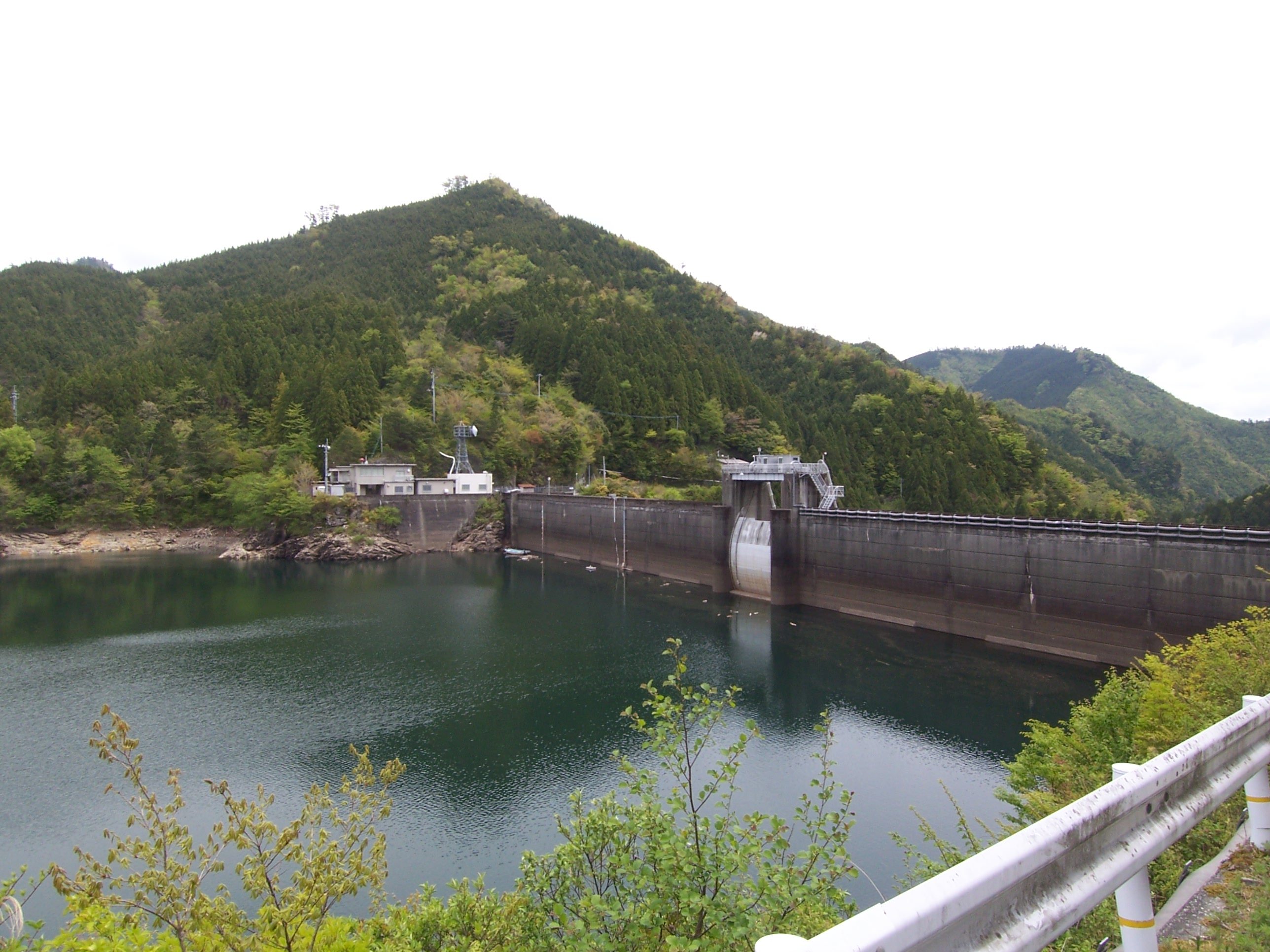
ダム右岸より

吉野川の水力発電開発は四国中央電力株式会社（住友共同電力の前身）によって手掛けられ、1937年（昭和12年）には初の大規模ダム式発電所である大橋ダムが完成したものの、その後は太平洋戦争の影響もあって中断を余儀無くされた。戦後に入り発電事業を統括していた日本発送電は大橋ダムに続くダム式発電所の建設に乗り出し、1949年（昭和24年）には吉野川の本流最上流部に長沢ダムを建設。さらなる電源開発事業に着手しようとしていた。だが1951年（昭和26年）に電力事業再編令が連合国軍最高司令官総司令部（GHQ）によって出され、戦争に協力した独占資本として既に過度経済力集中排除法の指定を受けていた日本発送電は全国九つの電力会社に分割・民営化され、四国地方の電力施設は全て四国電力に継承された。
その一方、吉野川水系は1949年の「河川改訂改修計画」の対象河川として選定されていた。毎年のように襲い来る水害から日本経済を守り、かつ食糧増産のためのかんがい整備と工業生産力増進の基盤である電力増産を目的に、アメリカのテネシー川流域開発公社（TVA）をモデルとした河川総合開発事業を全国の主要12水系で行うことが経済安定本部によって定められ、四国最大の大河吉野川もその対象となったのである。経済安定本部は関係する建設省・電源開発・四国電力及び四国四県の調整機関として「四国地方総合開発審議会」を設置し、1953年（昭和28年）に吉野川総合開発計画を発表した。この中で経済安定本部は吉野川水系に七箇所のダムを建設して治水と利水を図る案を定めたのである。
大森川については高さ60.0メートル、総貯水容量1千800万トンのダムを建設し、水力発電専用として長沢ダムとの間で連絡水路を設けて発電を行うという計画が立てられた。吉野川総合開発計画はその後五つの案が示されたが大森川のダム計画については何れも変更がなかった。ところが水分配を巡って徳島県が計画に反発して計画遂行が立ち往生し、長期化の様相を見せた。当時全国の電力会社は競って水力発電計画を推進しており、この流れに乗り遅れることを危惧した四国電力は遅々として進まない総合開発計画に見切りを付けて審議会から離脱。独自の水力発電計画を模索した。
四国電力は穴内川と大森川に吉野川総合開発計画に沿った規模での発電用ダムの建設を計画、1957年（昭和32年）より大森川渓谷にダム及び発電所建設が開始され、二年間の短期で建設が進み1959年（昭和34年）に完成した。これが大森川ダムである。

## 目的

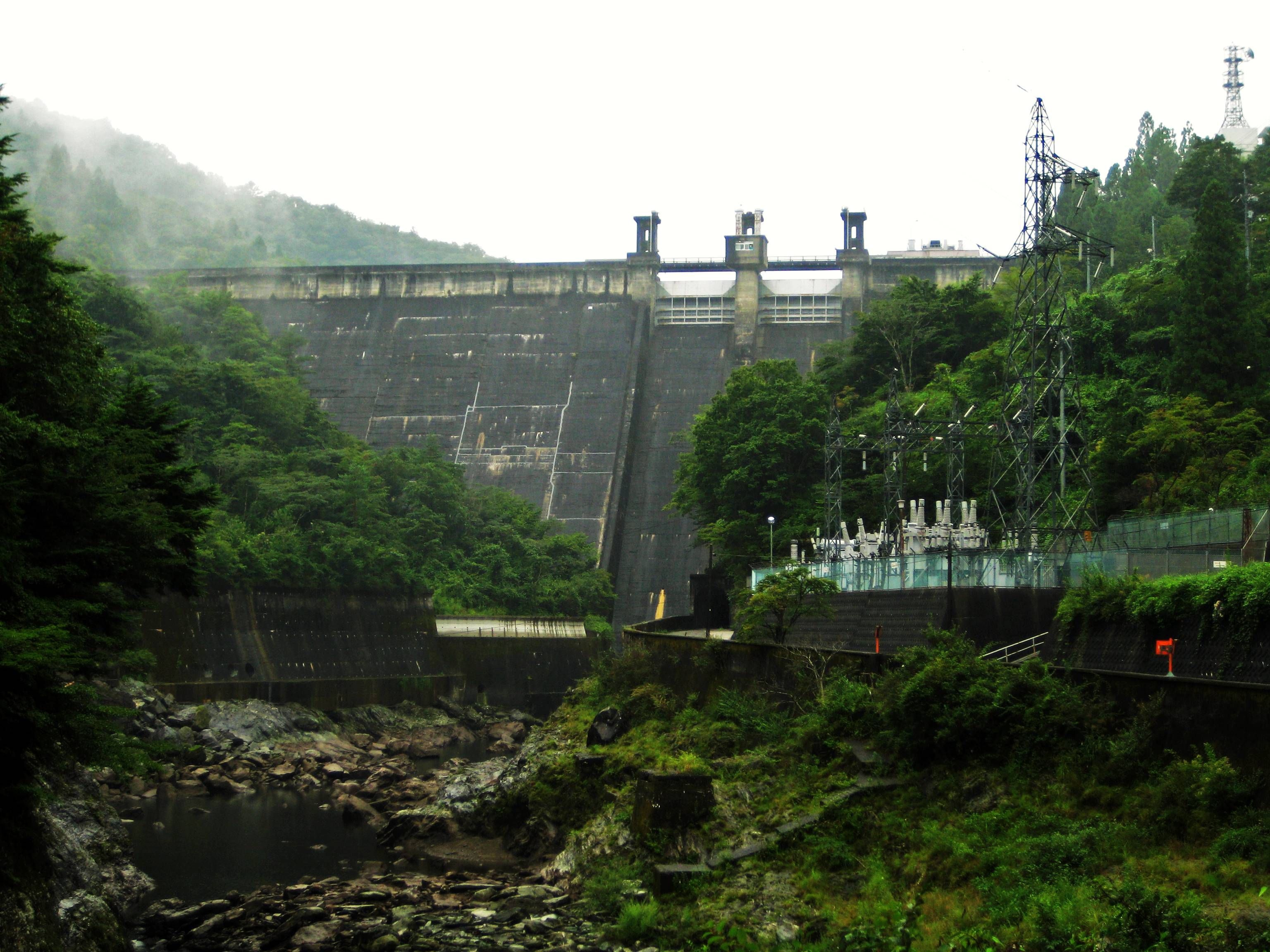
大森川発電所の下部調整池（下池）である長沢ダム（吉野川）。

大森川ダム湖である大森川貯水池からは長沢ダム湖右岸部にある大森川発電所まで大森川導水路によって接続されている。大森川発電所は日本で初めて発電用水車とポンプを兼用するポンプ水車（フランシス形）を導入した、最大出力12,200キロワットの揚水発電所である。揚水発電については同時期に建設された穴内川ダムにおいても採用され、その後四国最大の水力発電所となる本川発電所でも採用される。
発電専用ダムであり、大森川貯水池に貯水された水は大森川導水路を通り大森川発電所で使用されるため、大森川へ放水されることは先ず無かった。このため、ダム下流の大森川渓谷は完成以降30年近くにわたり水涸れの状態となり、国土地理院の2万5千分の1地図においてもダム下流は河道が点線で表記されていた。しかし、1997年（平成9年）の河川法改正で「河川環境の維持」が重要目的の一つに挙げられ、発電専用ダムであっても河川の正常な流量維持を図るための放流（河川維持放流）が義務付けられた。
これに対応するため四国電力は大森川ダムの放流設備を改築し、非常用洪水吐き付近に維持放流用のバルブを設置して大森川の河川維持放流を図った。これにより水無し川となっていた大森川に流水が復活することになった。現在は常時維持放流が行われており、ダムは常に放流をしている状態となっている。

## アクセス
ダムは石鎚山系の山深くにあり、普段は人の踏み入らない地域にある。ダムへ向かうには奥南川林道・長沢林道等道の細い3箇所の林道から入ることになるが、国道194号大森山トンネル付近から入る全長22kmの奥南川林道は、2008年現在崖崩れ・路肩崩落のため総重量が2トン以上の車は通行止めとなっている。長沢林道・東谷大森川林道（奥大野越）・伊留谷林道（最短距離）は通行可能ではあるが、全般的に未舗装・未整備で道幅が狭いという相当の悪路であり、ダムへ向かうには四輪駆動の乗用車が望ましい。ダートツーリングを楽しむライダーも良く見かけられる。